# Gyrtona plumbisparsa
Gyrtona plumbisparsa är en fjärilsart som beskrevs av George Francis Hampson 1905. Gyrtona plumbisparsa ingår i släktet Gyrtona och familjen nattflyn. Inga underarter finns listade i Catalogue of Life.